# ناکومبوگو (توئسه)

ناکومبوگو شهری در شهرستان توئسه در استان بازگا در بورکینافاسوی مرکزی است و جمعیت آن ۲۲۸ نفر است.